# Brillantaisia
Genre
Brillantaisia est un genre de plantes à fleurs de la famille des Acanthaceae. Il comprend des espèces originaires d'Afrique tropicale et de Madagascar.

## Liste d'espèces
Selon Catalogue of Life (21 septembre 2017) :
- Brillantaisia bauchiensis Hutchinson & Dalziel
- Brillantaisia cicatricosa Lindau
- Brillantaisia grottanellii Pichi-Sermolli
- Brillantaisia lamium (Nees) Benth.
- Brillantaisia lancifolia Lindau
- Brillantaisia madagascariensis T. Anders. ex Lindau
- Brillantaisia oligantha Milne-Redh.
- Brillantaisia owariensis Beauv.
- Brillantaisia pubescens T. Anders. ex Oliv.
- Brillantaisia richardsiae Vollesen
- Brillantaisia riparia (Vollesen & Brummitt) K. Sidwell
- Brillantaisia schumanniana Lindau
- Brillantaisia soyauxii Lindau
- Brillantaisia stenopteris K. Sidwell
- Brillantaisia thwaitesii (T. Anders.) L.H. Cramer
- Brillantaisia verruculosa Lindau
- Brillantaisia vogeliana (Nees) Benth.

Selon GRIN (21 septembre 2017) :
- Brillantaisia lamium (Nees) Benth.
- Brillantaisia owariensis P. Beauv.

Selon NCBI (21 septembre 2017) :
- Brillantaisia grottanellii
- Brillantaisia lamium
- Brillantaisia madagascariensis
- Brillantaisia nyanzarum
- Brillantaisia pubescens
- Brillantaisia vogeliana

Selon The Plant List (21 septembre 2017) :
- Brillantaisia cicatricosa Lindau
- Brillantaisia debilis Burkill
- Brillantaisia didynama Lindau
- Brillantaisia fulva Lindau
- Brillantaisia grandidentata S.Moore
- Brillantaisia lamium (Nees) Benth.
- Brillantaisia lancifolia Lindau
- Brillantaisia madagascariensis T.Anderson ex Lindau
- Brillantaisia majestica Wernham
- Brillantaisia owariensis P.Beauv.
- Brillantaisia pubescens T.Anderson ex Oliv.
- Brillantaisia richardsiae Vollesen
- Brillantaisia riparia (Vollesen & Brummitt) Sidwell
- Brillantaisia stenopteris Sidwell
- Brillantaisia ulugurica Lindau
- Brillantaisia vogeliana (Nees) Benth.

Selon Tropicos (21 septembre 2017) (Attention liste brute contenant possiblement des synonymes) :
- Brillantaisia alata T. Anderson ex Oliv.
- Brillantaisia anomala Lindau
- Brillantaisia bagshawei S. Moore
- Brillantaisia bauchiensis Hutch. & Dalziel
- Brillantaisia borellii Lindau
- Brillantaisia cicatricosa Lindau
- Brillantaisia debilis Burkill
- Brillantaisia dewevrei De Wild. & T. Durand
- Brillantaisia didynama Lindau
- Brillantaisia eminii Lindau
- Brillantaisia fulva Lindau
- Brillantaisia grandidentata S. Moore
- Brillantaisia grottanellii Pic.Serm.
- Brillantaisia kirungae Lindau
- Brillantaisia lamium (Nees) Benth.
- Brillantaisia lancifolia Lindau
- Brillantaisia leonensis Burkill
- Brillantaisia madagascariensis T. Anderson ex Lindau
- Brillantaisia mahoni C.B. Clarke
- Brillantaisia majestica Wernham
- Brillantaisia molleri Lindau
- Brillantaisia nitens Lindau
- Brillantaisia nyanzarum Burkill
- Brillantaisia oligantha Milne-Redh.
- Brillantaisia owariensis P. Beauv.
- Brillantaisia palisotii Lindau
- Brillantaisia patula T. Anderson
- Brillantaisia preussii Lindau
- Brillantaisia pubescens T. Anderson ex Oliv.
- Brillantaisia richardsiae Vollesen
- Brillantaisia riparia (Vollesen & Brummitt) Sidwell
- Brillantaisia rutenbergiana Vatke
- Brillantaisia salviiflora Lindau
- Brillantaisia schumanniana Lindau
- Brillantaisia soyauxii Lindau
- Brillantaisia spicata Lindau ex Engl.
- Brillantaisia stenopteris Sidwell
- Brillantaisia subcordata De Wild. & T. Durand
- Brillantaisia subulugurica Burkill
- Brillantaisia talbotii S. Moore
- Brillantaisia thwaitesii (Nees) L.H. Cramer
- Brillantaisia ulugurica Lindau
- Brillantaisia verruculosa Lindau
- Brillantaisia vogeliana (Nees) Benth.